# Associazione Calcio Riunite Messina 1953-1954
Questa pagina raccoglie i dati riguardanti l'Associazione Calcio Riunite Messina nelle competizioni ufficiali della stagione 1953-1954.

## Stagione
Nella stagione 1953-1954 il Messina ha disputato il campionato di Serie B, con 30 punti in classifica ha ottenuto il tredicesimo posto. Il torneo cadetto è stato vinto dal Catania con 43 punti che ha ottenuto la promozione in Serie A accompagnato dalla Pro Patria che è giunta seconda con il Cagliari a 41 punti, per assegnare la promozione si è reso necessario uno spareggio tra le seconde piazzate che è stato vinto dai bustocchi (2-0). Sono retrocesse in Serie C il Fanfulla ed il Piombino.
In casa giallorossa a campionato da poco iniziato, dopo otto giornate di campionato se ne va via l'allenatore austriaco Rudy Hiden voluto dal Palermo in Serie A, al suo posto viene chiamato Cesare Gallea. In cambio del tecnico dal Palermo arrivano l'Ala Franco Maselli ed il centrocampista Giovanni Zamperlini. Nonostante questi rinforzi il Messina non riesce a ritrovare il gioco e la spigliatezza delle passate stagioni, riuscendo comunque ad ottenere l'obiettivo stagionale di una tranquilla salvezza, grazie alla sua ermetica difesa, con 27 reti subite, che è risultata la seconda migliore del torneo. Con otto reti realizzate in ventisei partite, il miglior marcatore stagionale del Messina è stato Franco Maselli.

## Rosa
| N. |                   | Ruolo | Calciatore             |
| -- | ----------------- | ----- | ---------------------- |
|    | Italia (bandiera) | D     | Renato Avellani        |
|    | Italia (bandiera) | A     | Luigi Bassi            |
|    | Italia (bandiera) | C     | Adelchi Brach          |
|    | Italia (bandiera) | C     | Sergio Calzavara       |
|    | Italia (bandiera) | C     | Giuseppe Cardano       |
|    | Italia (bandiera) | C     | Antonio Colomban       |
|    | Italia (bandiera) | A     | Giovan Battista Fabbri |
|    | Italia (bandiera) | A     | Luigi Ferraris         |
|    | Italia (bandiera) | C     | Sergio Geminiani       |
|    | Italia (bandiera) | C     | Umberto Mannocci       |

| N. |                   | Ruolo | Calciatore          |
| -- | ----------------- | ----- | ------------------- |
|    | Italia (bandiera) | A     | Franco Maselli      |
|    | Italia (bandiera) | A     | Rinaldo Moro        |
|    | Italia (bandiera) | A     | Filippo Nicoletti   |
|    | Italia (bandiera) | D     | Mario Piovani       |
|    | Italia (bandiera) | D     | Edmondo Regalino    |
|    | Italia (bandiera) | A     | Domenico Ronchi     |
|    | Italia (bandiera) | P     | Giuseppe Salerno    |
|    | Italia (bandiera) | P     | Lorenzo Vellutini   |
|    | Italia (bandiera) | C     | Giovanni Zamperlini |
|    | Italia (bandiera) | D     | Fulvio Zonch        |

## Risultati

### Campionato

#### Girone di andata
| Arbitro: | Bernardi (Bologna) |

|  |           |              |
|  | Marcatori | 77’ Mannocci |

| Arbitro: | Massai (Pisa) |

|                     |           |  |
| Calzavara 5’ (aut.) | Marcatori |  |

| Messina 27 settembre 1953 3ª giornata | Messina         | 0 – 0 | Monza | Stadio Giovanni Celeste\| Arbitro: \| Corallo (Lecce) \| |
| Arbitro:                              | Corallo (Lecce) |       |       |                                                          |

| Arbitro: | Piemonte (Monfalcone) |

|           |           |            |
| Brach 11’ | Marcatori | 30’ Danova |

| Arbitro: | Grignani (Milano) |

|                           |           |            |
| Lerici 51’ Bey 76’ (rig.) | Marcatori | 77’ Ronchi |

| Piombino 18 ottobre 1953 6ª giornata | Piombino         | 0 – 0 | Messina | Stadio Magona d'Italia\| Arbitro: \| Ferrari (Milano) \| |
| Arbitro:                             | Ferrari (Milano) |       |         |                                                          |

| Messina 25 ottobre 1953 7ª giornata | Messina                   | 0 – 0 | Modena | Stadio Giovanni Celeste\| Arbitro: \| Ferrari Aggradi (Firenze) \| |
| Arbitro:                            | Ferrari Aggradi (Firenze) |       |        |                                                                    |

| Arbitro: | Marchese (Napoli) |

|            |           |            |
| Maselli 3’ | Marcatori | 49’ Farina |

| Arbitro: | Canepa (Genova) |

|             |           |             |
| Robotti 12’ | Marcatori | 15’ Maselli |

| Arbitro: | Marchetti (Milano) |

|  |           |              |
|  | Marcatori | 72’ Bassetti |

| Arbitro: | Marangio (Roma) |

|             |           |  |
| Maselli 46’ | Marcatori |  |

| Arbitro: | Perego (Milano) |

|  |           |                    |
|  | Marcatori | 49’ (aut.) Cardano |

| Arbitro: | Ferrari Aggradi (Firenze) |

|                                  |           |                        |
| Fiorio 11’ Rosa 36’ Gottardo 54’ | Marcatori | 50’ Brach 72’ Mannocci |

| Padova 27 dicembre 1953 14ª giornata | Padova                | 0 – 0 | Messina | Stadio Silvio Appiani\| Arbitro: \| De Gregorio (Legnano) \| |
| Arbitro:                             | De Gregorio (Legnano) |       |         |                                                              |

| Arbitro: | Maurelli (Roma) |

|             |           |  |
| Maselli 50’ | Marcatori |  |

| Arbitro: | Ferrari (Milano) |

|                               |           |  |
| Maran 18’ (aut.) Mannocci 24’ | Marcatori |  |

| Arbitro: | Valsecchi (Milano) |

|               |           |            |
| Gariboldi 91’ | Marcatori | 43’ Fabbri |

#### Girone di ritorno
| Arbitro: | Grillo (Afragola) |

|  |           |                  |
|  | Marcatori | 10’ Santagostino |

| Arbitro: | De Gregorio (Legnano) |

|                                              |           |             |
| Morgia 32’ (aut.) Zamperlini 52’ Maselli 86’ | Marcatori | 78’ Gennari |

| Arbitro: | Moriconi (Roma) |

|                       |           |  |
| Zanello 36’ Grava 39’ | Marcatori |  |

| Arbitro: | Ferrari Aggradi (Firenze) |

|                    |           |  |
| Pratesi 90’ (rig.) | Marcatori |  |

| Arbitro: | Corallo (Lecce) |

|             |           |            |
| Maselli 16’ | Marcatori | 43’ Piatto |

| Messina 7 marzo 1954 23ª giornata | Messina         | 0 – 0 | Piombino | Stadio Giovanni Celeste\| Arbitro: \| Moriconi (Roma) \| |
| Arbitro:                          | Moriconi (Roma) |       |          |                                                          |

| Modena 14 marzo 1954 24ª giornata | Modena       | 0 – 0 | Messina | Stadio Comunale\| Arbitro: \| Coppa (Como) \| |
| Arbitro:                          | Coppa (Como) |       |         |                                               |

| Arbitro: | Fornari (Bologna) |

|           |           |  |
| Togni 19’ | Marcatori |  |

| Arbitro: | Alterio (Roma) |

|          |           |  |
| Moro 82’ | Marcatori |  |

| Arbitro: | Marchese (Napoli) |

|                  |           |                                   |
| Klein 81’ (rig.) | Marcatori | 59’ (aut.) Fusco 62’, 90’ Maselli |

| Messina 18 aprile 1954 28ª giornata | Treviso               | 0 – 0 | Messina | Stadio Giovanni Celeste\| Arbitro: \| De Gregorio (Legnano) \| |
| Arbitro:                            | De Gregorio (Legnano) |       |         |                                                                |

| Arbitro: | Mori (Cremona) |

|                         |           |  |
| Quaresima 30’ Testa 52’ | Marcatori |  |

| Arbitro: | Alterio (Roma) |

|          |           |  |
| Moro 49’ | Marcatori |  |

| Arbitro: | Moriconi (Roma) |

|  |           |           |
|  | Marcatori | 63’ Pison |

| Arbitro: | Marangio (Roma) |

|            |           |  |
| Moneta 64’ | Marcatori |  |

| Arbitro: | Mori (Cremona) |

|                                    |           |  |
| De Prati 35’ Remonti 49’ Grisa 85’ | Marcatori |  |

| Arbitro: | Corallo (Lecce) |

|                     |           |  |
| Zamperlini 33’, 34’ | Marcatori |  |

## Statistiche

### Statistiche di squadra
| Competizione | Punti | In casa | In casa | In casa | In casa | In casa | In casa | In trasferta | In trasferta | In trasferta | In trasferta | In trasferta | In trasferta | Totale | Totale | Totale | Totale | Totale | Totale | DR |
| Competizione | Punti | G       | V       | N       | P       | Gf      | Gs      | G            | V            | N            | P            | Gf           | Gs           | G      | V      | N      | P      | Gf     | Gs     | DR |
| ------------ | ----- | ------- | ------- | ------- | ------- | ------- | ------- | ------------ | ------------ | ------------ | ------------ | ------------ | ------------ | ------ | ------ | ------ | ------ | ------ | ------ | -- |
| Serie B      | 30    | 17      | 7       | 6       | 4       | 14      | 8       | 17           | 2            | 6            | 9            | 9            | 19           | 34     | 9      | 12     | 13     | 23     | 27     | -4 |

### Statistiche dei giocatori
| Giocatore     | Serie B  | Serie B |
| Giocatore     | Presenze | Reti    |
| ------------- | -------- | ------- |
| R. Avellani   | 34       | 0       |
| L. Bassi      | 17       | 0       |
| A. Brach      | 27       | 2       |
| S. Calzavara  | 5        | 0       |
| G. Cardano    | 29       | 0       |
| A. Colomban   | 9        | 0       |
| G.B. Fabbri   | 34       | 1       |
| L. Ferraris   | 10       | 0       |
| S. Geminiani  | 23       | 0       |
| U. Mannocci   | 27       | 3       |
| F. Maselli    | 26       | 8       |
| R. Moro       | 32       | 2       |
| F. Nicoletti  | 2        | 0       |
| M. Piovani    | 1        | 0       |
| E. Regalino   | 17       | 0       |
| D. Ronchi     | 2        | 1       |
| G. Salerno    | 10       | -10     |
| L. Vellutini  | 24       | -17     |
| G. Zamperlini | 26       | 3       |
| F. Zonch      | 19       | 0       |